# أ. ر. مكابي
أ. ر. مكابي هو سياسي أمريكي، ولد في 1 يونيو 1896 في نيو ويستمينيستر في كندا، وتوفي في 24 مايو 1985 في ساينت ماريس في الولايات المتحدة. نشط حزبياً في الحزب الديمقراطي. وقد انتخب عضو مجلس ولاية أيداهو ‏.